# 25907 Capodilupo
25907 Capodilupo è un asteroide della fascia principale. Scoperto nel 2001, presenta un'orbita caratterizzata da un semiasse maggiore pari a 2,2886974 UA e da un'eccentricità di 0,1255826, inclinata di 6,59605° rispetto all'eclittica.